# Видение Розы
«Виде́ние Ро́зы» или «При́зрак Ро́зы» (фр. Le Spectre de la rose) — одноактный балет Михаила Фокина на музыку пьесы Карла Марии фон Вебера «Приглашение к танцу» (1819) по мотивам стихотворения Теофиля Готье «Видение розы». Был поставлен в труппе Русского балета Дягилева, декорации и костюмы — Леона Бакста.
Премьера состоялась 19 апреля 1911 года в Монте-Карло, в Зале Гарнье. Исполнители: Вацлав Нижинский (Призрак Розы) и Тамара Карсавина (Девушка).

## История
Вебер был одним из первых композиторов, объединивших несколько вальсов в одну пьесу, снабжённую общим сюжетом. По его замыслу, эта музыка — воспоминание девушки о первом бале. В 1841 году французский композитор Гектор Берлиоз оркестровал фортепианную пьесу.
Балет был поставлен Михаилом Фокиным для «Русского балета» в 1911 году, первом сезоне, когда организационно оформилась постоянная балетная труппа. Идею балета сформулировал французский поэт Жан-Луи Водуайе на основании нескольких строк стихотворения Теофиля Готье.
Он был поставлен вместе с балетом «Нарцисс» при открытии сезона в Монте-Карло и встретил восторженный приём.
Вацлав Нижинский был первым и, согласно распространенному мнению, непревзойдённым исполнителем мужской партии этого балета. С ним же связаны и значимые даты его биографии. Премьера балета была первым выступлением после увольнения из Мариинского театра и одновременно первым спектаклем созданной постоянной труппы Дягилева. В 1916 году Вацлаву Нижинскому удалось выехать из Австро-Венгрии, где он был интернирован в Будапеште. Он прибыл в Америку по приглашению С. П. Дягилева, и его первое выступление состоялось 12 апреля 1916 года на сцене Метрополитен опера в этом балете, а 26 сентября 1917 года в этом же балете он в последний раз вышел на сцену.
30 декабря 1919 года с показа четой Фокиных в Метрополитен Опера хаус этого балета началась деятельность Михаила Фокина в Америке.

## Сюжет
В основу сюжета положено стихотворение Теофиля Готье, в котором юная девушка беседует с призраком цветка, который был накануне на её бальном платье:

Развей девические грёзы,
Что нежный сон тебе соткал,
Гляди, гляди, я призрак розы,
Тобою сорванной на бал.
Ещё вчера была одета
Я утра трепетной росой,
Но в суете и блеске света
Ты вечер провела со мной.
Перевод И. Лихачёва

Согласно сюжету Теофиля Готье и драматургии балета Le Spectre de la rose — это одновременно и призрак розы (кавалер с бала в образе розы) и видение (сновидение, воображение) девушки под впечатлением от первого бала в её жизни. Девушка, вернувшаяся с бала, опускается в кресло и засыпает. Ей снится, что в окне появляется призрак розы, который, пройдя полупустую комнату, приглашает её танцевать. Их танец обрывается с первыми лучами солнца. Призрак розы начинает таять, и девушка просыпается.

## Другие постановки
- Весной 1924 года Джордж Баланчин использовал музыку Вебера для своего балета «Приглашение к танцу». Вероятно, первое исполнение состоялось в Павловске на летней сцене. Партии исполняли Александра Данилова, Михаил Михайлов и сам автор. Летом того же года номер исполнялся на гастролях артистов Театра оперы и балета в Германии. В 1930 году Баланчин поставил «Призрак розы» в хореографии Фокина в Копенгагене, в Королевском балете, и сам исполнил главную партию.

- Балет был возобновлён в СССР (первые исполнители — Марис Лиепа и Марина Кондратьева). Впоследствии танцовщик Андрис Лиепа, получивший балет из рук отца, представил свою собственную редакцию (премьера состоялась в Мариинском театре в 1997 году, а 17 мая 2007 года в рамках фестиваля «Черешневый лес» балет был показан на сцене Московского академического Музыкального театра им. К. С. Станиславского и Вл. И. Немировича-Данченко, в главных партиях — Николай Цискаридзе и Жанна Аюпова; декорации и костюмы Анны Нежной по эскизам Бакста[2]).

## Источник
- Балет: энциклопедия. — Советская энциклопедия, 1981.